# اسب فریسن
اسب فریسن (انگلیسی: Friesian horse) یک نژاد پرورشی اسب است که از فریسلاند در هلند نشأت گرفته‌است. اعتقاد بر این است که در قرون وسطی از اجداد اسب‌های فریسن در سرتاسر قارهٔ اروپا به عنوان اسب‌های جنگی استفاده می‌شده‌است. در قرون وسطای آغازین و قرون وسطای میانه، اندازه آنها این امکان را می‌داد که یک شوالیه زره‌پوش را بر روی خود حمل کنند.
درحال حاضر این نژاد اسب بیشتر در زمینهٔ درساژ مورد توجه قرار می‌گیرد.